# 7068 Minowa
7068 Minowa este un asteroid din centura principală de asteroizi.

## Descriere
7068 Minowa este un asteroid din centura principală de asteroizi. A fost descoperit pe 26 noiembrie 1994 la Yatsugatake de Yoshio Kushida și Osamu Muramatsu. Asteroidul prezintă o orbită caracterizată de o semiaxă mare de 2,22 ua, o excentricitate de 0,09 și o înclinație de 6,3° în raport cu ecliptica.